# The Rakes
The Rakes – brytyjski zespół indierockowy z Londynu w Anglii, istniejący w latach 2004–2009. W jego skład wchodzili: wokalista Alan Donohoe, gitarzysta Matthew Swinnerton, basista Jamie Hornsmith i perkusista Lasse Petersen. 
Wydali łącznie trzy albumy studyjne: Capture/Release (2005), Ten New Messages (2007) i Klang (2009), wszystkie nakładem V2 Records. Znani byli z takich utworów jako „Work, Work, Work (Pub, Club, Sleep)” i „Retreat”, natomiast największym powodzeniem cieszył się utwór bonusowy na reedycji pierwszego albumu, „All Too Human”, który osiągnął 22. miejsce na liście przebojów w Wielkiej Brytanii.  

## Historia

### Założenie zespołu iCapture/Release(2004–2006)
Zespół został założony w Londynie w 2004 roku (bądź dwa lata wcześniej) przez wokalistę Alana Donohoe'a, gitarzystę Matthewa Swinnertona, basistę Jamiego Hornsmitha i perkusistę Lassego Petersena. Zaczęli grać kilka lokalnych koncertów, a już za sprawą swojego pierwszego singla „22 Grand Job” wydanego za pośrednictwem Trash Aesthetics w limitowanej 7-calowej edycji zyskali oni rozgłos. Utwór ten znalazł się także na kompilacji On the Buzzes wydanej nakładem Fierce Panda.

Wiosną i latem 2004 roku The Rakes nagrywał oraz supportował takie grupy indierockowe, jak Bloc Party, The Others czy Art Brut. Jesienią tego samego roku wydali nakładem wytwórni City Rockers swój drugi singel „Strasbourg” i wyruszyli w swoją pierwszą trasę koncertową. 

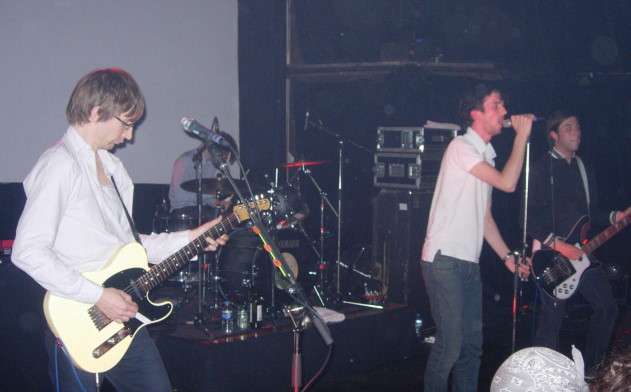
Koncert zespołu The Rakes w 2006 roku

Po podpisaniu kontraktu z V2 Records, na początku 2005 roku rozpoczęli pracę nad debiutanckim albumem studyjnym. Latem opublikowali kolejne single: „Retreat” i „Work, Work, Work (Pub, Club, Sleep)”. Premiera albumu Capture/Release miała miejsce 15 sierpnia 2005 roku. Zebrał on pozytywne recenzje krytyków.
16 października 2005 roku zespół znalazł się na szczycie listy przebojów magazynu NME dzięki utworowi „22 Grand Job”, przeskakując „The Great Escape” zespołu We Are Scientists. Cały natomiast debiutancki album osiągnął 32. miejsce na liście UK Albums Chart.
Jesienią 2005 roku w Stanach Zjednoczonych premierę miał minialbum Retreat, co zbiegło się z pierwszą trasą koncertową zespołu The Rakes także w Stanach Zjednoczonych. 18 kwietnia 2006 roku album Capture/Relase, uzupełniony o utwór „All Too Human”, został wydany w Stanach Zjednoczonych.
W styczniu i lutym 2006 roku grupa wyruszyła w trasę koncertową po Wielkiej Brytanii i Irlandii, kończąc ją w Belfaście 12 lutego. Była ona supportowana przez White Rose Movement i Duels. W tym samym roku koncertowali także wspólnie z The Young Knives. 9 czerwca 2006 roku wystąpili na Isle Of Wight Festival, a następnie wyruszyli w trasę koncertową po Stanach Zjednoczonych, która rozpoczęła się 5 lipca w nowojorskim Bowery Ballroom, a zakończyła 17 lipca w klubie The Troubadour w Los Angeles.
9 października 2006 roku wydali dwa single. Pierwszy z nich zawierał remiks utworu „We Are All Animals” wykonany przez Statika oraz „22 Grand Job” od Filthy Dukes, a drugi zawierał remiks utworu „Open Book” od Uncle Bucka i „Binary Love” od The Loving Hand.

### Ten New Messages(2007)
19 marca 2007 roku ukazał się drugi album studyjny Ten New Messages, wydany za pośrednictwem V2. Został wyprodukowany przez Jima Abbissa, znanego ze współpracy z grupami Arctic Monkeys i Editors oraz Brendana Lyncha, który wcześniej współpracował z Primal Scream. Nagrano go w londyńskim Mayfair Studios. Ich druga płyta charakteryzowała się bardziej stonowanym brzmieniem w porównaniu do poprzedniego wydawnictwa, a do nagrania utworu „Suspicious Eyes” zaprosili Raxstara oraz Laurę Marling. 
Pierwszy singiel z albumu, „We Danced Together”, został wydany 12 marca 2007 roku. Grupa wyruszyła w największą dotychczas trasę koncertową, która odbyła się w tym samym miesiącu, kończąc ją w londyńskim Brixton Academy 31 marca.  
Alan Donhoe wystąpił gościnie w utworze „See What You Get” duetu Groove Armada, który pojawił się na albumie Soundboy Rock, wydanego 7 maja 2007 roku.  
16 lipca 2007 roku został wydany drugi singel „The World is a Mess but His Hair was Perfect” w formie dwóch specjalnych edycji na 7-calowych płytach. Znalazły się na nim m.in. utwory z sesji zespołu dla audycji Zane'a Lowe'a w BBC Radio 1.  
W październiku 2007 roku zespół wyruszył w trasę koncertową po kontynentalnej Europie, począwszy od występu w luksemburskim Rockhal. Grali następnie we Francji, Szwajcarii, Austrii, Niemczech i Holandii. Wystąpili także m.in. na LodeStar Festival 2007.

### Klangi rozpad zespołu (2008–2009)
Na początku października 2008 roku członkowie zespołu ogłosili, że jadą do Berlina nagrać nowy album studyjny. Donohoe powiedział: „ Londyńska scena muzyczna jest teraz taka nudna […]. Chcieliśmy po prostu znaleźć się w miejscu, które będzie bardziej inspirujące. Ktoś zasugerował Berlin. Nie minęło dużo czasu, zanim wszyscy się zgodzili. Spakowaliśmy walizki i przeprowadziliśmy się tutaj, ot tak. Uwielbiamy to miejsce”.
Trzeci album studyjny Klang premierę miał 23 marca 2009 roku. Powstał przy współpracy z producentem Chrisem Zanem, a o trzecim albumie Donohoe powiedział: „Album jest surowy, radosny, ekscytujący, złożony i schizofreniczny – zupełnie jak osobowość samego Berlina. Nie mogło to być bardziej odpowiednie miejsce do jego nagrania”. Pierwszym singlem albumu był utwór „1989”, udostępniony w połowie grudnia 2008 roku.
Na początku kwietnia 2009 roku wyruszyli w trasę koncertową po Stanach Zjednoczonych, pod koniec kwietnia po Wielkiej Brytanii, a w czerwcu wystąpili ponownie na Isle Of Wight Festival.
Tydzień przed jego premierą w Stanach Zjednoczonych i przed planowaną trasą koncertową po Wielkiej Brytanii i Ameryce Północnej, 22 października 2009 roku zespół The Rakes ogłosił, że kończy swoją działalność. W oświadczeniu napisali: „The Rakes zawsze był bardzo nieugięty i dumny z faktu, że daje z siebie 100% na każdym koncercie, jaki kiedykolwiek zagrał. Jeśli nie możemy dać z siebie wszystkiego, to tego nie zrobimy. To była zasada, którą wyznaczyliśmy sobie od pierwszego dnia. Po długich naradach doszliśmy do wspólnego wniosku, że nie możemy już dawać z siebie 100% i z przykrością ogłaszamy, że The Rakes kończą działalność”.
Po rozpadzie zespołu wokalista Alan Donohoe rozpoczął solowy projekt pn. The Champagne Campaign, po czym ostatecznie zajął się tworzeniem oprogramowania. Perkusista Lasse Petersen dołączył do zespołu Wolf Gang, który rozpadł się w 2015 roku. Basista James Hornsmith został menedżerem muzycznym, dołączając do firmy Machine Management i będąc odpowiedzialny za zespół Citizens. Gitarzysta Matthew Swinnerton zaczął karierę muzyczną, wydając 29 lipca 2013 roku krautrockowy album zatytułowany „Lampenfieber” nakładem Trestle Records.

## Styl muzyczny
Baza AllMusic klasyfikuje muzykę zespołu The Rakes w gatunkach: rock alternatywny, indie rock i post-punk revival.
Ich muzyka charakteryzowała się ostrymi tekstami, kanciastymi riffami i szybkim tempem, a Heather Phares napisał, że lider zespołu Alan Donohoe to „przekonujący wokalista o intrygującej mieszance literackiej, dojrzałej inteligencji i sarkastycznym punkowym dowcipie”.
Zespół Porównywany był do takich artystów, jak m.in.: The Clash, The Stranglers, The Strokes, Maxïmo Park, Bloc Party, Art Brut, The Libertines czy Franz Ferdinand, których sportowali podczas trasy koncertowej promującej album You Could Have It So Much Better w 2005 roku.

## Skład
- Alan Donohoe – wokal, gitara (2004–2009)[2][1]
- Matthew Swinnerton – gitara (2004–2009)[2][1]
- Jamie Hornsmith – gitara basowa (2004–2009)[2][1]
- Lasse Petersen – perkusja (2004–2009)[2][1]

## Dyskografia

### Albumy studyjne
| Rok                                                     | Tytuł                     | Szczegóły                                                          | Najwyższa pozycja na liście | Najwyższa pozycja na liście | Najwyższa pozycja na liście |
| Rok                                                     | Tytuł                     | Szczegóły                                                          | UK                          | FRA                         | SCO                         |
| ------------------------------------------------------- | ------------------------- | ------------------------------------------------------------------ | --------------------------- | --------------------------- | --------------------------- |
| 2005                                                    | Capture/Release           | - Data: 15 sierpnia 2005 - Wydawca: V2 - Formaty: CD, LP, download | 32                          | 122                         | 38                          |
| 2007                                                    | Ten New Messages          | - Data: 19 marca 2007 - Wydawca: V2 - Formaty: LP, CD, download    | 38                          | 77                          | 53                          |
| 2009                                                    | Klang                     | - Data: 23 marca 2009 - Wydawca: V2 - Formaty: LP, CD, download    | —                           | 91                          | —                           |
| „—” oznacza, że album nie był notowany na danej liście. |                           |                                                                    |                             |                             |                             |
| [ 7 ] [ 16 ] [ 27 ] [ 1 ]                               | [ 7 ] [ 16 ] [ 27 ] [ 1 ] | [ 7 ] [ 16 ] [ 27 ] [ 1 ]                                          | [ 10 ]                      | [ 36 ]                      | [ 10 ]                      |

### Minialbumy
| Rok  | Tytuł      | Szczegóły                                                    | Źr.    |
| ---- | ---------- | ------------------------------------------------------------ | ------ |
| 2005 | Retreat EP | - Data: 11 października 2005 - Wydawca: Dim Mak - Format: CD | [ 37 ] |

### Single
| Rok                                                      | Tytuł                                           | Najwyższa pozycja na liście | Najwyższa pozycja na liście | Album            |
| Rok                                                      | Tytuł                                           | UK                          | UK Indie                    | Album            |
| -------------------------------------------------------- | ----------------------------------------------- | --------------------------- | --------------------------- | ---------------- |
| 2004                                                     | „22 Grand Job”                                  | —                           | —                           | Capture/Release  |
| 2004                                                     | „Strasbourg”                                    | 57                          | 11                          | Capture/Release  |
| 2005                                                     | „Retreat”                                       | 24                          | 1                           | Capture/Release  |
| 2005                                                     | „Work, Work, Work (Pub, Club, Sleep)”           | 28                          | 1                           | Capture/Release  |
| 2005                                                     | „22 Grand Job” (reedycja)                       | 39                          | 5                           | Capture/Release  |
| 2006                                                     | „All Too Human”                                 | 22                          | 1                           | Capture/Release  |
| 2007                                                     | „We Danced Together”                            | 38                          | —                           | Ten New Messages |
| 2007                                                     | „The World Was a Mess But His Hair Was Perfect” | —                           | —                           | Ten New Messages |
| 2009                                                     | „1989”                                          | —                           | —                           | Klang            |
| 2009                                                     | „That's the Reason”                             | —                           | —                           | Klang            |
| „—” oznacza, że singel nie był notowany na danej liście. |                                                 |                             |                             |                  |
| [ 1 ] [ 38 ]                                             | [ 1 ] [ 38 ]                                    | [ 10 ]                      | [ 10 ]                      | [ 1 ] [ 38 ]     |